# グレート・ウォリアーズ/欲望の剣
『グレート・ウォリアーズ/欲望の剣』（Flesh + Blood）は、ポール・バーホーベン監督による1985年の映画である。オランダ出身のバーホーベンがアメリカへ渡ってから初めて手掛けた作品である。
日本では劇場未公開でビデオスルーとなった。また、『炎のグレートコマンド/地獄城の大冒険』の題でテレビ放送がされた。

## ストーリー
1501年西ヨーロッパ、傭兵マーティンは仲間を引き連れ領主アーノルフィニの依頼を受け街を取り戻す戦いに参戦する。街を取り戻す事に成功するが、略奪と蛮行を続ける傭兵団に嫌悪感と恐怖心を抱いた領主は部隊長のホークウッドを焚き付けて味方に引き込みマーティンたちから武器と戦利品を没収し街から追い出してしまう。
約束を反故にされたマーティンらの怒りは凄まじく雨の中で領主に報復することを誓う。その頃、領主は自国の強化と同時に息子スティーブンの婚儀を進めていた。当初スティーブンは乗り気では無かったが、婚約者アグネスとの出会いを経て恋愛関係となっていく。
領主の思惑通りに婚約を果たし帰還する中で巡礼者を装ったマーティンの一団から襲撃を受ける。突然の奇襲になす術がなく馬車は奪われ領主は重傷を負い、更には持ち去られた積荷の中にはアグネスが取り残されていた。

## キャスト
※括弧内は日本語吹替。
- マーティン - ルトガー・ハウアー（磯部勉）： 傭兵。
- アグネス - ジェニファー・ジェイソン・リー（岡本麻弥）： 貴族の娘。スティーヴンの婚約者。
- スティーヴン - トム・バーリンソン（堀秀行）： 領主アーノルフィニの息子。
- ホークウッド - ジャック・トンプソン（坂口芳貞）： 傭兵部隊の隊長。
- アーノルフィニ - フェルナンド・ヒルベック（中村正）： 領主。
- セリーヌ - スーザン・ティレル（吉田理保子）： 娼婦。マーティンの情婦。
- 枢機卿 - ロナルド・レイシー（阪脩）
- カーストハンス - ブライオン・ジェームズ（福田信昭）： 傭兵。
- サマー - ジョン・デニス・ジョンストン（麦人）： 傭兵。
- ミエル - サイモン・アンドリュー（幹本雄之）： 傭兵。
- オーベック - ブルーノ・カービー（小室正幸）： 傭兵。ミエルとはゲイのカップル。
- ポーリー - マリナ・サウラ（滝沢久美子）： 娼婦。カーストハンスの情婦。
- アンナ - キティ・カウルボイス（竹口安芸子）
- リトル・ジョン - ジェイク・ウッド（大谷育江）： アンナの息子。
- ジョージ神父 - ハンス・ヴィールマン（石森達幸）： ホークウッドに仕える神父。
- キャスリーン - ナンシー・カートライト（さとうあい）： アグネスの侍女。
- クララ - ブランカ・マルシラッチ（矢島晶子）： 修道女。

## 評価
Rotten Tomatoesでは12個のレビューで83%の支持率となっている。